# Abderaouf Zemmouchi
Abderaouf Zemmouchi (sinh ngày 9 tháng 2 năm 1987, ở Boufarik) là một cầu thủ bóng đá người Algérie. Hiện tại anh thi đấu cho MC Oran ở Giải bóng đá hạng nhất quốc gia Algérie.

## Sự nghiệp quốc tế
Vào tháng 3 năm 2005, Zemmouchi được triệu tập vào đội tuyển U-20 quốc gia Algérie để tham dự giải quốc tế ở Mulhouse, Pháp. Vào tháng 3 năm 2006, Zemmouchi được triệu tập lần nữa vào trại tập luyện ở Algiers. Anh cũng là thành viên của đội tuyển U-20 Algérie thi đấu trước Libya tại vòng loại thứ nhất của Giải vô địch bóng đá trẻ châu Phi 2007.